# Peterborough Memorial Centre
Das Peterborough Memorial Centre ist eine Mehrzweckhalle in der kanadischen Stadt Peterborough in der Provinz Ontario.
Das Peterborough Memorial Centre wurde 1956 eröffnet und bietet zu Eishockeyspielen 4069 Zuschauern Platz, davon 3729 auf Sitzplätze. Das Eishockeyteam der Peterborough Petes, eine Mannschaft aus der OHL, trägt hier seine Heimspiele aus.

## Nutzung
Die Arena ist seit 1956 die Spielstätte der Peterborough Petes aus der OHL. Die Arena war im Jahr 1996 Gastgeber des Memorial Cup.

## Galerie

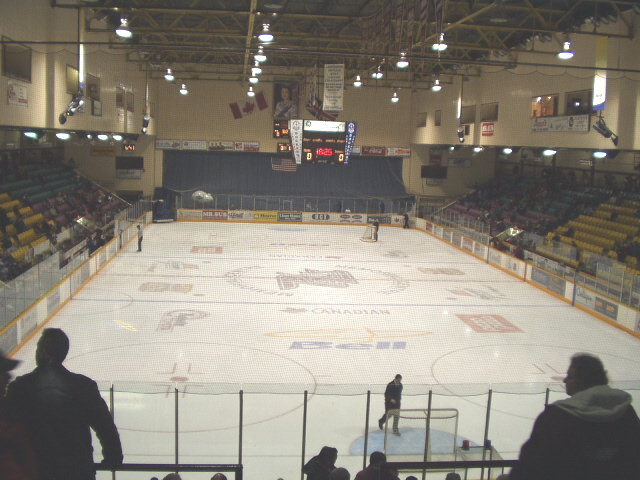
Innenansicht des Peterborough Memorial Centre